# Kanton Uzerche
Uzerche is een kanton van het Franse departement Corrèze. Het kanton maakt deel uit van de arrondissementen Brive-la-Gaillarde (12) en Tulle (9) .

## Gemeenten
Het kanton Uzerche omvatte tot 2014 de volgende gemeenten:
- Condat-sur-Ganaveix
- Espartignac
- Eyburie
- Lamongerie
- Masseret
- Meilhards
- Saint-Ybard
- Salon-la-Tour
- Uzerche (hoofdplaats)

Door de herindeling van de kantons bij decreet van 24 februari 2014, met uitwerking op 22 maart 2015 werden volgende 12 gemeenten aan het kanton toegevoegd :
- Arnac-Pompadour
- Benayes
- Beyssac
- Beyssenac
- Lubersac
- Montgibaud
- Saint-Éloy-les-Tuileries
- Saint-Julien-le-Vendômois
- Saint-Martin-Sepert
- Saint-Pardoux-Corbier
- Saint-Sornin-Lavolps
- Ségur-le-Château